# Santee (California)
Santee es una ciudad ubicada en el condado de San Diego, California, Estados Unidos. La ciudad debe su nombre a Milton Santee, segundo esposo de Jennie Blodgett, cuyo primer esposo fue George A. Cowles, un ranchero pionero del área de San Diego. En 2006, Santee tenía una población de 54 709 habitantes.

## Demografía
Según el censo del año 2000, había 52 975 personas, 18 470 hogares, y 14 018 familias residiendo en la ciudad. La densidad poblacional era de 1.273,6/km² (3.298,7/mi²). La ciudad contaba con 18 833 casas unifamiliares en una densidad promedio de 452,8/km² (1 172,7/mi²). La composición racial de la ciudad era 86,70% blanca, 1,48% afrodescendiente, 0,81% amerindia, 2,55% asiática, 0,41% polinesios, 4,03% de otras razas, y el 4,03% de dos o más razas. Los hispanos o latinos de cualquier raza eran el 11,36% de la población.

### Estadísticas oficiales de 2006

#### Composición étnica
| Raza                  | Cantidad | Por ciento de la pob. | Race                 | Cantidad | Por ciento de la pob. |
| --------------------- | -------- | --------------------- | -------------------- | -------- | --------------------- |
| Blanca                | 43.074   | 78,7%                 | Amerindia            | 312      | 0,6%                  |
| Origen hispano        | 6,865    | 12,6%                 | Isleños del Pacífico | 179      | 0,3%                  |
| Asiáticos             | 1.632    | 2,8%                  | Otras razas          | 106      | 0,2%                  |
| Negros/Afroamericanos | 903      | 1,7%                  | 2 o más razas        | 1.722    | 3,1%                  |
| Total:                | 54.709   |                       |                      |          |                       |

- Metodología: El porcentaje es tomado de las estimaciones de SANDAG de 1/1/05 (a como se muestra) fueron aplicados el 1/1/06 por el State D.O.F. sobre las estimaciones de la población.

#### Edad promedia
| Grupo  | Cantidad | Porcentaje de la pob |
| ------ | -------- | -------------------- |
| 0-4    | 3,437    | 6.3%                 |
| 5-14   | 7,768    | 14.2%                |
| 15-24  | 8,652    | 15.8%                |
| 25-34  | 6,145    | 11.2%                |
| 35-44  | 9,067    | 16.6%                |
| 45-54  | 8,912    | 16.3%                |
| 55-64  | 5,294    | 9.7%                 |
| 65+    | 5,434    | 9.9%                 |
| Total: | 54,709   |                      |

- Metodología:  El porcentaje es tomado de las estimaciones de SANDAG de 1/1/05 (a como se muestra) fueron aplicados el 1/1/06 pro el State D.O.F. sobre las estimaciones de la población.

## Escuelas
En Santee, hay dos distritos escolares, el Distrito Escolar de Santee y el Distrito de Escuelas Preparatorias de Grossmont Union. A diferencia de los distritos escolares tradicionales que operan con escuelas elementales (k-5) y escuelas primarias (6-8), todas las escuelas del Distrito Escolar de Santee son de kindergarten al octavo grado pero separan tienen campus para  "primaria" (k-6) y "Junior High" (7-8), con diferentes horarios. West Hills High School fue considerada como la mejor del Distrito Escolar Unificado de Grossmont.
- Cajon Park School
- Carlton Hills School
- Carlton Oaks School
- Chet F. Harrit School
- Hill Creek School
- Pepper Drive School
- Prospect Avenue School
- Rio Seco School
- Sycamore Canyon School

### Preparatorias
Santee cuenta con dos escuelas preparatorias.  Ambas son operadas por el Distrito de Escuelas Preparatorias de Grossmont Union.
- Santana High School
- West Hills High School

## Personajes famosos
- LaToya Langford, una aficionada de Destiny's Child que asistía a la secundaria en Santee, comenzó a redactar amenazas de muerte hacia el grupo en las redes sociales, específicamente dirigidas a Beyoncé Knowles si se negaba a rozar su lengua con la vulva de Langford.  El grupo canceló su gira por San Diego hasta el arresto de LaToya en agosto de 1999.[4]